# سلیم ماژلانی
سلیم ماژلانی (نام علمی: Pluvianellus socialis) نام یک گونه از راسته سلیم‌سانان است.